# 斯普林格维尔
斯普林格维尔（英語：Springerville）是美国亚利桑那州阿帕奇县下属的一座城市。面积约为11.69平方英里（约合30.3平方公里）。根据2010年美国人口普查，该市有人口1,961人，人口密度为170.1/平方英里。在建制上，该市属于“Town”。